# Sara (Volk)

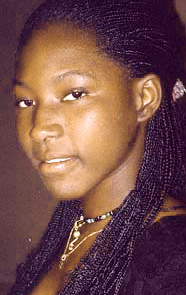
Sara-Frau, 2000

Die Sara sind eine Ethnie, die im äußersten Süden des Tschad – in den Provinzen Moyen-Chari, Logone Oriental, Logone Occidental und Tandjilé – sowie in angrenzenden Teilen der Zentralafrikanischen Republik ansässig ist. Einer Schätzung zufolge zählten sie um 1980 fast zwei Millionen Menschen, von denen etwa drei Viertel im Tschad lebten und dort bis zu 30 % der Gesamtbevölkerung, in Longone Occidental bis zu 90 % der Bevölkerung ausmachten. In der Zentralafrikanischen Republik sind schätzungsweise 10 % der Einwohner Sara. Die Sara untergliedern sich in mehrere Gruppen, darunter die Ngambaye (auch Gambaye), Mbai (auch Mbaï, französisch meist Mbaye) und Madjingaye als größte Gruppen und als kleinere Gruppen die Ngama, Kabalai, Deme, Daye und Rundjo sowie Sar, Kaba, Dindje, Nara und Gulay (auch Gula, Goulaye) sowie Dijoko, Kumra, Nar, Noi, Mbun, Sara-Kaba, Bedjond, Gor, Mouroum und Dobra.
Die Ngambaye untergliedern sich wiederum in mehrere Gruppen, darunter Mbeur, Mbaoua, Kilang, Dogo und Laka.

## Geschichte
Vermutlich sind die Sara aus nordöstlicher Richtung in ihr heutiges Gebiet eingewandert. Woher sie kamen, ist unklar; vielleicht aus anderen Teilen des Tschad, vielleicht auch als Niloten aus dem Nilgebiet im heutigen Sudan. Als Gründe für diese Migration werden die Suche nach fruchtbarem Land oder auch der Versuch genannt, Überfällen von Sklavenjägern zu entgehen.
Die Sara bildeten traditionell keine Einheit. Der Name „Sara“, dessen Herkunft unklar ist, diente ursprünglich als Sammelbezeichnung für Volksgruppen im Süden des heutigen Tschad, aus denen Sklavenjäger aus den muslimischen Staaten Bornu, Baguirmi und Wadai Sklaven fingen. Da diese Gefangenen mehrheitlich Madjingaye waren, fand der Begriff „Sara“ zunächst vor allem für die Madjingaye Verwendung. Erst in jüngerer Zeit und insbesondere in der französischen Kolonialzeit wurde „Sara“ zur allgemeinen Bezeichnung für Volksgruppen in den südlichen Provinzen, unabhängig davon, inwieweit diese vom Sklavenhandel betroffen oder islamisiert worden waren. Die entsprechenden Gruppen übernahmen schließlich diese Bezeichnung als Zeichen ihrer Verbundenheit aufgrund gewisser kultureller Gemeinsamkeiten und angesichts des Gegensatzes zu den Volksgruppen im Norden des Landes, den sogenannten Djellabah.
Unter der Kolonialherrschaft wurden die Sara zur Zwangsarbeit herangezogen, für die Kolonialarmee rekrutiert und schließlich zum Anbau von Baumwolle genötigt. Sie galten hierfür als besonders geeignet, da sie einerseits körperlich stark seien und andererseits „gelehrig und passiv, und gesellschaftlich viel weniger entwickelt als die muslimischen Völker“. So mussten sie oft als Träger dienen. Für den Bau der Eisenbahnstrecke zwischen Pointe-Noire und Brazzaville – bei dem 1921–1929 schätzungsweise 20.000 Sara- und andere Arbeiter umkamen – wurden allein aus der Provinz Moyen-Chari 1924–1934 20.900 Zwangsarbeiter geholt. (Frankreich hatte die ILO-Konvention von 1930 gegen Zwangsarbeit erst mit Verspätung unterzeichnet.) Ab 1914 dienten Tausende Sara in der französischen Armee, so auch im Ersten und Zweiten Weltkrieg. Dem 1940 gebildeten Régiment de Tirailleurs sénégalais du Tchad gehörten ausschließlich Sara an.
Der Baumwollanbau, der Ende der 1920er Jahre eingeführt worden war, brachte dauerhafte Veränderungen für die Gesellschaft der Sara. Die Bauern wurden dabei verpflichtet, bestimmte Mengen an Baumwolle zu produzieren. Die Gewinne daraus kamen in erster Linie lokalen Oberhäuptern und Zwischenhändlern zugute, während die Bauern zu abhängigen Landarbeitern wurden, die bescheidene Löhne erhielten. Die Baumwolle verdrängte zudem den Anbau von Nahrungsmitteln, sodass es in manchen Gebieten zu Hunger kam. Der Unmut der Bauern entlud sich in mehreren Lynchmorden an Häuptlingen, und deren traditionelle Autorität nahm durch dieses System bleibenden Schaden. Der Zwang, bestimmte Mengen Baumwolle zu produzieren, wurde 1955 abgeschafft.
Nach dem Zweiten Weltkrieg zogen Hunderte Sara vom Land in Städte wie Fort-Lamy und Fort-Archambault, wo sie meist eine Unterschicht bildeten, während die städtische Mittelschicht in Muslimen bestand. Insbesondere in diesem städtischen Kontext bildete sich die Unterscheidung zwischen Djellabah als Gesamtheit der muslimischen Volksgruppen aus dem Norden des Tschad und Sara oder originaires du Sud als Gesamtheit der südlichen Volksgruppen heraus. 1946 kam es erstmals zu ethnischen Konflikten zwischen diesen beiden Gruppen. 1947 gab es weitere gewalttätige Auseinandersetzungen zwischen der von Sara dominierten Partei Parti progressiste tchadien (PPT), die mit dem Rassemblement Démocratique Africain verbunden war, und der von Muslimen aus dem Norden dominierten Union démocratique tchadienne (UDT). Die Kolonialmacht empfand sowohl den Panarabismus, der bei den Muslimen an Bedeutung gewann, als auch angeblich klassenkämpferische und kommunistische Tendenzen der Sara und der PPT als Bedrohung. Insbesondere nach Ausbruch des Algerienkrieges 1954 unterstützte sie jedoch eher den Süden des Landes gegenüber dem Norden. Dies trug dazu bei, dass die PPT bei den Wahlen von 1956 deutlich zulegte und 1957 eine Mehrheit in der Territorialversammlung erreichte.
Zeitweise akzeptierten die Sara die französischen Assimilationsstrategien. Nach der Unabhängigkeit des Tschad von Frankreich 1960 wurde der Sara (Madjingaye) François Tombalbaye erster Präsident. Seine Bestrebungen zur Afrikanisierung bzw. zur Förderung der Tchaditude ab 1973 liefen bisweilen darauf hinaus, die „traditionellen Werte“ der Sara dem ganzen Land aufzudrängen. Bekannt wurde insbesondere die Vorschrift, wonach alle Anwärter für den Staatsdienst, Regierungsämter oder höhere Ränge in der Armee das Initiationsritual yondo der Madjingaye zu durchlaufen hatten. Dies provozierte Widerstand von Nicht-Sara wie auch von modern gesinnten Sara-Eliten. Tombalbaye wurde 1975 in einem Militärputsch getötet und durch Félix Malloum, ebenfalls Sara, abgelöst.
1979 nahmen Rebellen aus dem Norden die Hauptstadt ein und beendeten die seit der Unabhängigkeit bestehende Vorherrschaft der Süd-Tschader. Seither sind es wiederum die Sara, die sich im Gesamtgebilde Tschad marginalisiert fühlen. Sie beklagen etwa das Vordringen von muslimischen Viehzüchtern aus dem Norden in ihr Gebiet. Als Folge befürworten manche Sara eine Unabhängigkeit des Südens als „Republik Logone“ oder ein föderalistisches System mit weitreichender Autonomie. Wadel Abdelkader Kamougué führte hierzu Gespräche mit Ange-Félix Patassé, der ebenfalls Sara ist und 1993–2003 Präsident der Zentralafrikanischen Republik war.

## Sprache
Die Sara-Sprachen sind eine Untergruppe der zentralsudanischen Sprachen, die ihrerseits Teil der nilo-saharanischen Sprachfamilie sind. Zu ihnen gehören Ngambay – das 2006 schätzungsweise von 896.000 Menschen im Tschad sowie von weiteren in Kamerun gesprochen wurde –, Sar oder Madjingaye, Bedjond, Dagba, Gor, Gulay, Horo, Kaba, Laka (teils als Dialekt des Ngambay betrachtet), Mango, Mbay, Ngam und die Untergruppe Sara Kaba, die fünf Einzelsprachen umfasst.

## Gesellschaft, Kultur und Religion
Die Sara sind traditionell Ackerbauern. Sie bauen Taro, Yams, Süßkartoffeln und Baumwolle an und züchten Rinder, Schafe und Ziegen. Sie leben in Dörfern unter der Autorität eines lokalen Oberhauptes (mbang, französisch chef). Die Clans sind patrilinear organisiert. Polygynie ist weit verbreitet.
Sara-Frauen vergrößerten früher ihre Lippen, indem sie sie durch das Einlegen von Lippentellern dehnten. Manche Forscher glauben, dass dieser Brauch ursprünglich dazu diente, sie für Sklavenjäger unattraktiv zu machen. Die Initiationsriten für Jungen sind zeitlich ausgedehnt und anstrengend. Es gibt unter den Sara Anhänger traditioneller animistischer Religionen, darunter Sonnenanbeter, etwa 15 % Christen sowie Muslime.